# Dar Yaghmouracene
Dar Yaghmouracene là một đô thị thuộc tỉnh Tlemcen, Algérie. Dân số thời điểm năm 2002 là 6.274 người.